# 요쓰카이도시
요쓰카이도시(일본어: 四街道市)는 일본 지바현 중앙부에 있으며 지바시와 사쿠라시 사이에 위치하는 인구 약 9만 명의 시이다.
도쿄 도심에서 50km 이내, 지바시에서는 8km 거리에 있으며, JR 동일본 요쓰카이도역 주변은 고층 아파트와 주택지가 나란히 있어 일본 수도권의 주택 지역으로 발전해 왔다. 그 현관인 요쓰카이도역 남쪽에는 228기의 가스등이 나란히 있고, 길이도 약 2,300m로 세계에서 가장 긴 길이이다. 한편 배, 땅콩 등의 생산이 번성한 근교 농업 지대이기도 하다.

## 역사
- 1889년 4월 1일 - 정촌제 시행과 함께 인바군 지요다촌, 아사히촌이 성립하였다.
- 1940년 12월 23일 - 지요다촌이 정으로 승격되어 지요다정이 되었다.
- 1955년 3월 10일 - 인바군 지요다정과 아사히촌이 합병해 요쓰카이도촌이 탄생하였다. 이후 대형 주택단지가 세워져 수도권의 주택 지역으로 급속히 인구가 증가하였다.
- 1981년 4월 1일 - 요쓰카이도시로 승격하였다.
- 2004년 5월 16일 - 지바시와의 합병을 묻는 주민투표에서 반대표가 많아 부결되었다.

## 교통

### 철도
- 동일본 여객철도 소부 본선

### 도로
- 히가시칸토 자동차도
- 국도 51호선

## 인구
| 연도 | 인구   | ±%      |
| ---- | ------ | ------- |
| 1960 | 16,623 | —       |
| 1970 | 26,375 | +58.7%  |
| 1980 | 59,236 | +124.6% |
| 1990 | 72,157 | +21.8%  |
| 2000 | 82,552 | +14.4%  |
| 2010 | 86,740 | +5.1%   |